# محوطه گرنوگوگ (کوه نخود)
محوطه گرنوگوگ (کوه نخود) مربوط به سدهٔ ۷ ه.ق است و در شهرستان سلماس، روستای ینگجه واقع شده و این اثر در تاریخ ۲۵ اسفند ۱۳۸۰ با شمارهٔ ثبت ۵۰۷۸ به‌عنوان یکی از آثار ملی ایران به ثبت رسیده است.